# Miguel Irízar Campos
Miguel Irízar Campos C.P. (Ormáiztegui, Guipúzcoa, 7 de mayo de 1934 - Deusto, Bilbao, Vizcaya, 19 de agosto de 2018) fue un religioso pasionista español de la Congregación de la Pasión de Jesucristo. Fue obispo de la diócesis del Callao.

## Biografía
A los 17 años ingresó en la Congregación de la Pasión. Tras licenciarse en Ciencias Sociales en la Pontificia Universidad Gregoriana de Roma, se ordenó sacerdote el 16 de marzo de 1957, en el Santuario de la Virgen de Aránzazu, donde años antes su madre lo había consagrado al Señor. 
Llegado al Perú, en junio de 1960, inició su labor pastoral en la parroquia Virgen del Pilar, en el distrito de San Isidro. A los quince días de su llegada a Lima, muere su madre en España. Continuó desarrollando su labor pastoral y docente en Perú, siendo nombrado profesor de Ciencias Sociales en la Pontificia Universidad Católica del Perú. 
Pablo VI lo nombró obispo misionero del vicariato de Yurimaguas, en la provincia de Alto Amazonas, departamento de Loreto, siendo consagrado el 25 de julio de 1972.
Fue miembro del Consejo Pontificio “Cor Unum” durante muchos años por lo que tuvo reiterados encuentros con el papa san Juan Pablo II, quien en 1989 lo nombró obispo coadjutor del Callao con el encargo de suceder a monseñor Ricardo Durand Flórez, a quien acompañó hasta agosto de 1995.
Fue secretario general de la Conferencia Episcopal Peruana (en dos periodos) y presidente de Cáritas del Perú.
Al frente de la grey chalaca desarrolló el proyecto de la Universidad Laboral de Pachacútec y la construcción de un nuevo monasterio de carmelitas descalzas en la misma zona.
Falleció el 19 de agosto de 2018, en la enfermería provincial de Deusto en compañía de sus hermanos de hábito, al calor de la vivencia de la regla de su fundador, san Pablo de la Cruz.